# Jenny Bornholdt
Jennifer Mary Bornholdt MNZM (* 1. November 1960 in Lower Hutt) ist eine vielfach ausgezeichnete neuseeländische Dichterin und Herausgeberin von Gedichtanthologien.

## Leben und Werk
Bornholdt wurde in Lower Hutt unweit Wellingtons geboren, wo sie auch ihre Kindheit und Jugend verbrachte. Sie studierte Englisch und Journalismus und besuchte das von Bill Manhire geleitete Literaturinstitut an der Victoria University in Wellington.
Bornholdts frühe Gedichtbände wie This Big Face (1988) und Moving House (1989), die sich noch stark an dem unprätentiösen, bilderreichen, jedoch oft überraschend tiefsinnigen Stil der Manhire-Schule orientieren, erwarben ihr bereits viele gewogene Kritiken und, wie auch später, eine für Lyrik ungewöhnlich breite Leserresonanz.
Bornholdt schreibt fast überwiegend lyrische Gedichte, die häufig einen autobiographischen Kern haben und sich auf vermeintlich gewöhnliche oder unscheinbare Alltagserfahrungen, auf Beziehungen zu Mitmenschen oder auch auf Reiseeindrücke- und reflexionen beziehen. Ihre Auslandsreisen führten sie u. a. kurz nach der Wende nach Deutschland, wo sie der Geschichte ihrer aus Schleswig-Holstein ausgewanderten Vorfahren aus der Kremper Marsch nachging, denen ein Langgedicht (‘We will, we do”) gewidmet ist. 2002 verbrachte Bornholdt als Stipendiatin der Katherine Mansfield Memorial Fellowship ein halbes Jahr in Menton, Südfrankreich. Der Aufenthalt inspirierte sie zu dem Gedichtband Summer. 2005 wurde ihr der Titel ‘Te Mata Estate New Zealand Poet Laureate verliehen.
Für eine Anthologie von sechs Langgedichten unter dem Titel The Rocky Shore erhielt sie 2009 den Montana New Zealand Book Award. 2010 verbrachte sie als Gastschreiberin an der Victoria University in Wellington; der Ertrag dieses Aufenthalts war die Gedichtsammlung The Hill of Wool (2011). 2016 erschienen ihre wichtigsten Gedichte in Auswahl unter dem Titel Selected Poems. Anlässlich des Erscheinens ihrer gesammelten Werke meinte die neuseeländische Dichterin Paula Green:

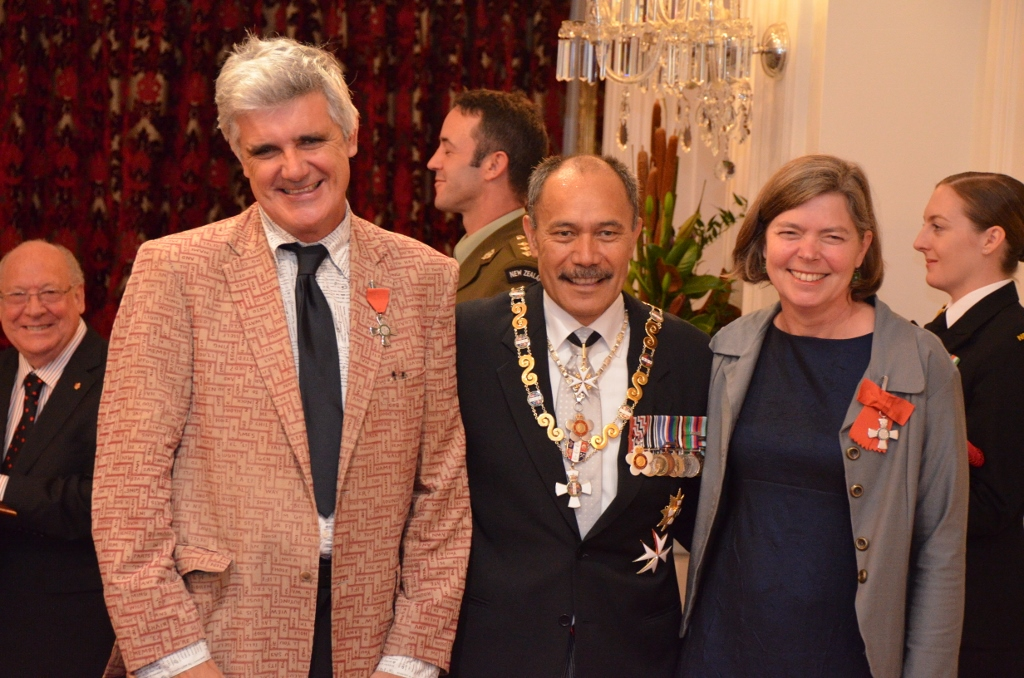
Gregory O’Brien (links) und Jenny Bornholdt bei ihrer Aufnahme in den New Zealand Order of Merit 2014 durch Jerry Mateparae

„Bornholdts Poesie ist geprägt von Understatement, Ruhe und einer bezaubernden Besinnung auf die Welt, sowohl der inneren als auch der äußeren. […] Ihre Gedichte entspringen einer weisen und warmen Wertschätzung der Welt, als ob sie ihre Hand erhebt, um das tägliche Treiben anzuhalten und uns zu erlauben, alles mit wiederhergestellter Aufmerksamkeit zu sehen.“
2014 erhielt Bornholdt im Rahmen der Neujahrs-Auszeichnungen der britischen Königin, der New Year’s Honours, die Mitgliedschaft im New Zealand Order of Merit (Neuseeländischer Verdienstorden) für ihre besonderen Verdienste um die Dichtung.
Bornholdt schrieb auch zwei Kinderbücher, A Book is A Book (2013) sowie The Longest Breakfast (2017). Sie ist mit dem neuseeländischen Dichter Gregory O’Brien verheiratet, mit dem sie 2000 eine vielbeachtete Sammlung neuseeländischer Liebesgedichte herausgab, und der in ihren Texten gelegentlich Cameo-Auftritte hat.

## Werke

### Gedichtbände (Auswahl)
- 1988: This Big Face
- 1989: Moving House
- 1991: Waiting Shelter
- 1995: How We Met
- 1997: Miss New Zealand:
- 2000: These Days
- 2003: Summer
- 2011: The Hill of Wool
- 2016: Selected Poems

### Kinderbücher
- 2013: A Book is a Book
  - 2016: Ein Buch ist ein Buch. Sanssouci, München
- 2017: The Longest Breakfast

### Herausgeberschaft
- Zusammen mit Gregory O’Brien: My Heart Goes Swimming: New Zealand Love Poems, Random House New Zealand (2000), ISBN 0-908877-81-1, ISBN 978-0-908877-81-2
- Als Mitherausgeberin: Oxford Anthology of New Zealand Poetry in English, Oxford University Press (1998), ISBN 978-0-19-558355-7